# L'incontro improvviso
L’incontro improvviso (El encuentro inesperado) es una ópera en tres actos de Joseph Haydn que se representó por vez primera en Eszterháza el 29 de agosto de 1775 para celebrar la visita de cuatro días del archiduque Fernando, gobernador habsburgo de Milán y su consorte María Beatriz de Este. La ópera se define como un dramma giocoso (una ópera cómica) y es un ejemplo de la fascinación que entonces sentía Austria por los temas turcos.

## Historia
El libreto de Karl Friberth fue adaptado y traducido de la opéra-comique francesa de Louis Hurtaut Dancourt, ya musicada por Gluck en 1764 como La rencontre imprévue. De conformidad con la práctica italiana, Friberth construyó textos finales al estilo bufo más largos, al final de los actos I y II. No se sabe si se dieron más representaciones aparte de la producción en Eszterháza, aunque se hizo una traducción al alemán en Presburgo. 
El musicólogo danés Jens Peter Larsen descubrió la partitura autógrafa en Leningrado en 1954, y la ópera entonces se retransmitió en ruso en 1956. Se representó por vez primera en el Reino Unido en el Festival de Camden del año 1966. La primera grabación completa la hizo Philips en 1980 en asociación con la Radio Suisse Romande y la Unión Europea de Radiodifusión (UER), dirigida por Antal Dorati. La primera representación de la traducción al alemán fue de Jakob Peter-Messer para la ópera de Wuppertal en 2010 en colaboración con el Instituto Haydn de Colonia.

## Personajes
| Personaje                                                            | Tesitura     | Elenco del estreno, 29 de agosto de 1775 (Director: Joseph Haydn) |
| -------------------------------------------------------------------- | ------------ | ----------------------------------------------------------------- |
| Ali, príncipe de Balsóra, enamorado de Rezia                         | tenor        | Carl Friberth                                                     |
| Rezia, princesa de Persia, favorita en el harén del sultán de Egipto | soprano      | Magdalena Friberth                                                |
| Balkis, una esclava, confidente de Rezia                             | soprano      | Barbara Dichtler                                                  |
| Dardane, una esclava, confidente de Rezia                            | mezzosoprano | Maria Elisabeth Prandtler                                         |
| Osmin, eclavo de Ali                                                 | tenor        | Leopold Dichtler                                                  |
| Calandro, Un Qalandar o derviche mendicante                          | barítono     | Christian Specht                                                  |
| El sultán de Egipto                                                  | bajo         | Melchior Griesler                                                 |
| Un oficial                                                           | tenor        |                                                                   |
| Esclavos y esclavas, jenízaros                                       |              |                                                                   |

## Contexto
Es la séptima ópera de Haydn para el teatro de los Esterházy. Es también el tercer “dramma giocoso” de su producción operística; una obra de madurez, variada y brillante. Corresponde al género “turco” con su percusión de platillos, triángulo y tambor. Cronológicamente es la 2ª gran obra de este género, situada entre “Los Peregrinos de la Meca” de Gluck y “El Rapto en el Serrallo” de Mozart.
Haydn, consciente de la limitada elaboración de las obras del género cómico de la época, compone una obra de enjundia, llena de sutilezas armónicas y orquestales, apoyada en un lenguaje sinfónico y una escritura vocal compleja y de gran dificultad técnica. Contiene magníficos finales de acto muy desarrollados en comparación con los de sus contemporáneos y de estructura más compleja; hay que esperar 7 años hasta el “El Rapto en el Serrallo” de Mozart para encontrar un final desarrollado parecido a los de Haydn (Finale del 2º acto), si bien en el ejemplo mozartiano no se alcanza el pulso dinámico arrollador y el ingenioso efecto acumulativo característicos del finale haydniano.
Las arias son de gran belleza y cubren todos los registros expresivos. Destacan en esta ópera los conjuntos vocales: aparte de los finales de los actos 1º y 2º y el septeto final hay también a lo largo de la ópera un cuarteto de voces masculinas al comienzo del 1º acto, un terceto para voces femeninas y tres duetos.
A pesar de ser una obra eminentemente cómica, Haydn despliega un gran arte en la pintura de personajes. Esta caracterización se revela en unas arias muy definidas, pero también en los accompagnati (recitativos acompañados por la orquesta) que retratan a los personajes principales: Calandro, Osmín y sobre todo Alí y Rezia. Una novedad haydniana es que varios de estos accompagnati son de desarrollo temático, cuyos motivos anteceden al texto o lo comentan, es el estilo "parlato" en el que la orquesta se convierte en la auténtica protagonista del retrato psicológico.
Los recitativos "secco" en general son breves e imaginativos y no ralentizan la acción. Las arias se suceden con gran dinamismo. Hay numerosas canzonetti (canciones populares breves) que aportan espontaneidad y gran comicidad a la acción dramática.

## La Música
La Obertura es una brillante pieza sinfónica; posee una introducción lenta que crea una cierta expectación. El Allegro que le sigue es de colorido “turco” con el tema principal expuesto en tonalidad mayor y menor, la percusión turca aparece sorpresivamente en el Re menor. La tercera sección de la Obertura es un plácido tema en Sol mayor. Acaba la pieza con una abreviada recapitulación del Allegro. 
La introduzione es un desenfadado cuarteto de Calandro y sus subalternos que crea un ritmo dinámico que impregna toda la partitura.
A una divertida canzonetta de Osmín le sigue “Castagno, castagna”, la primera aria que caracteriza al siniestro personaje de Calandro con un tono amenazador y paródico a la vez y extraños giros orientales. Esta aria recuerda a su homónima de Gluck. Una segunda aria de Calandro "noi pariamo santarelli" nos sirve para adivinar el lado falsario de este personaje.
Un brusco cambio de tonalidad (de Do mayor a La mayor) sirve para presentarnos al personaje de Rezia con un accompagnato (que realza a este personaje noble) y una bella aria, "tanto amore". Rezia, Junto con Alí, forman la pareja seria de la ópera. Da la sensación de que Haydn, con este cambio de tonalidad, buscaba que el escenario se dividiera en 2 zonas con acciones paralelas, cosa que, al parecer, probó en “Il mondo della luna”, su siguiente título.
El Terzetto “Mi sembra un sogno” que sigue es una de las páginas más memorables del género operístico. Realzada con la sonoridad de los cornos ingleses, esta partitura nos sumerge en un mundo de inefable belleza en el que las voces femeninas se entrelazan de manera milagrosa.
De nuevo un elaborado accompagnato y otra bella aria nos describen a Alí, el otro personaje serio, el amor de Rezia. La música anticipa el contenido de la letra del recitativo, una idea genial del compositor que utilizará magistralmente en las óperas siguientes (3º Acto de Armida, por ejemplo) y en sus grandes oratorios “La Creación”  y “Las Estaciones”.
La escena siguiente es un desternillante duetto entre el personaje bufo por excelencia de la obra, Osmín, y el oscurantista Calandro, que interpretan de nuevo el tema “Castagno, castagna” llevado al límite de la parodia; un sinsentido de palabras verdaderamente divertido. Aquí vemos como Haydn maneja el ritmo de la obra dándole un nuevo impulso.
El aria de Osmín “Che siano i Calandri” es otro alarde de arte bufo en el que Haydn pinta a un personaje entrañable.
A continuación tenemos  "siam femmine buonine" un aria de Balkis, personaje secundario, pero dotado de buena música y el Finale del 1º Acto, dividido en 3 secciones: Do mayor, Fa mayor, Do mayor. Haydn diseña una estructura muy teatral en la que es muy importante la interrelación de los personajes en sus distintas intervenciones. Cada uno tiene su propio registro y todo fluye de manera dinámica y armónica con interesantes cambios de tempo y una música que sigue al dedillo el contenido del texto.
El acto 2º se articula a base de contrastes. Se abre con un breve recitativo y la Canzonetta a dúo "quivi in un seren gentile" hábilmente contrastada para dos personajes tan diferentes como el instruido Alí y el simple Osmín
Aparece otro personaje secundario, Dardane con un aria soberbia “Ho promesso oprar destrezza”; una característica muy relevante de Haydn es que trata a los personajes secundarios con la misma dignidad de un personaje principal, un claro rasgo de su humanismo ilustrado.
Por este mismo motivo le otorga a la princesa Rezia una sencilla canzonetta, “Non piangete putte care” toda una declaración de intenciones. Acto seguido interpreta “Or vicina a te”, un aria magistral de terrible dificultad que fue muy difundida en su época y editada independientemente. Otro momento deslumbrante de la partitura.
El aria de Alí “Il guerrier con armi avvolto” es un “tour de force” para cualquier tenor. Un aria de guerra imponente de gran exigencia técnica y de excelente orquestación. Prevé un Re sobreagudo mantenido que supone un grave riesgo para el intérprete.
Balkis interviene una segunda vez a solo con el aria “ad adquistar già volo”, un alegato sobre la Libertad cuyo tema nos trae a la memoria el famoso inicio del vals “El hermoso Danubio Azul” de Johann Strauss, hijo, al igual que el 2º tema del Allegro de la Sinfonía nº 100 “Militar” inspirará la “Marcha Radetzky” de Strauss, padre. Ambos conocían muy bien la obra de Haydn, por aquel entonces aún considerado como el más grande compositor de su época. 
“Il profeta Maometto” es otro momento cómico de la ópera, una descarada canzonetta en la que Calandro critica los tabúes y prohibiciones del Corán.
Osmín hace su última intervención solista en “Senti, al buio pian pianino” un aria descriptiva con magistral acompañamiento orquestal, lleno de efectos especiales.
El duetto “son quest’ occhi un stral d’Amore”, en la tonalidad trascendente de Mi mayor es pura magia; una escena pre-romántica de amor sublime entre Alí y Rezia. Las armonías y la orquestación son tan etéreas e innovadoras que nos transportan a una dimensión casi sobrenatural.
Con el Finale del acto 2º llegamos a otro punto culminante de la ópera. De considerables dimensiones, está estructurado de nuevo en 3 partes (Sol mayor – Mi menor – Sol mayor), está lleno de contrastes y de agitación; el moderato inicial “É in ordine la festa” da paso a la agitación incesante de la 2º sección “Deh! fuggite in quest’istante”, que atraviesa por momentos verdaderamente dramáticos que justifican plenamente el calificativo de “Dramma Giocoso” que le otorga Haydn a esta ópera, proyectada en busca de la verdad dramática. La 3ª sección desborda la energía de la anterior en un frenético final acumulativo.
El 3º Acto es amplio y también muy contrastado.
Tras un recitativo se materializa otro momento de gran belleza: “S’egli è vero, che dagli astri”, un aria sublime con un fascinante solo de oboe que juega con la soprano a lo largo de la pieza. Es otra escena pre-romántica típicamente haydniana, no obstante, Haydn podría perfectamente ser considerado el primer gran romántico a la vista de sus lieder (lo mejor del género hasta Schubert), de sus últimos cuartetos (op. 76, 78 y 103) y del oratorio “Las estaciones”, verdadero testamento codificador de los grandes temas románticos del siglo XIX.
En el aria “Ecco un splendido banchetto” Haydn nos muestra al príncipe Alí en una sorprendente vertiente cómica; una irresistible parodia en la que se disfraza de un supuesto pintor francés para intentar no ser apresado por los súbditos del sultán. La instrumentación es un prodigio de fantasía sonora, describiendo todo tipo de elementos naturales y terrestres. De nuevo el genio de Rohrau se divierte transformando a los personajes serios en un retrato más ligero, divertido y más humano, para equipararlos al resto de personajes secundarios, en una especie de democratización del arte que le honra. Esto, a su vez, le distancia de la esquemática caracterización de personajes fijos que pululaban por las óperas de su época.
La escena final se compone de un recitativo dramático (Accompagnato) , un “Intermezzo” orquestal “alla turca” con la percusión jenízara, otro Accompagnato con la intervención magnánima del Sultán y, por último, el “Coro Finale” propiamente dicho con todos los personajes unidos en una magnífica pieza de conjunto, llena de fuerza, de gran riqueza armónica y orquestal. 
L’Incontro Improvviso es sin duda otro jalón imprescindible en el desarrollo de la ópera del siglo XVIII.

## Instrumentación
2 oboes, 2 cornos ingleses, 2 fagots, 2 trompas, 2 trompetas, timbales, percusión turca (platillos, triángulo y tambor), coro masculino, cuerdas y continuo.